# 존 델루카
존 델루카(John DeLuca, 1986년 4월 25일 ~ )는 미국의 배우이다.